# Herb Końskich
Herb Końskich – jeden z symboli miasta Końskie i gminy Końskie w postaci herbu.

## Wygląd i symbolika
Herb przedstawia na czerwonej tarczy inicjały splecionych liter „J”, „M” i „K” barwy żółtej.
Litery nawiązują do fundatora miasta Jana Małachowskiego, kanclerza wielkiego koronnego oraz do nazwy miasta.

## Historia

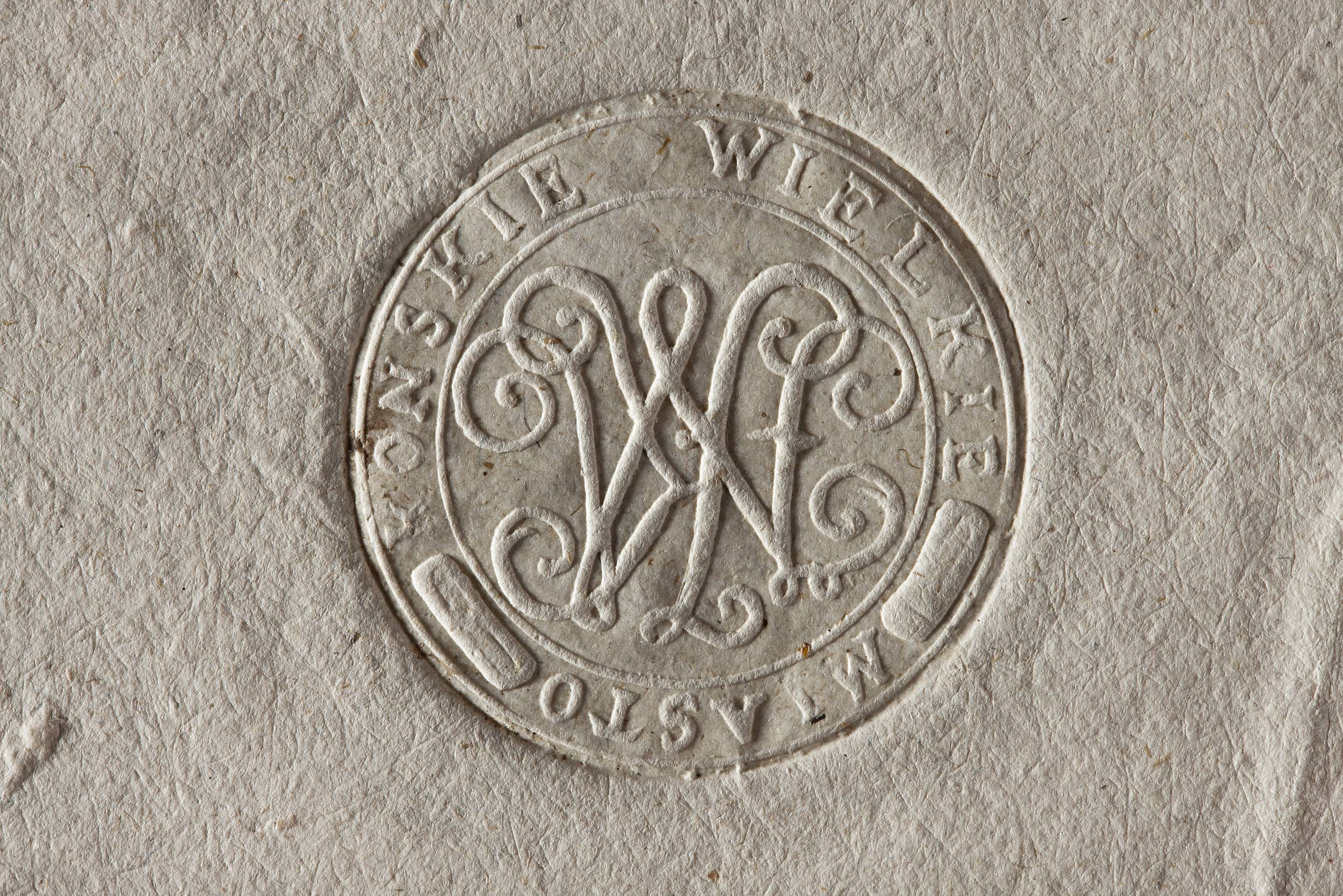
Pieczęć Miasta Końskie Wielkie z XVIII wieku

Wzór herbowy przedstawiający splecione litery widnieje na pieczęciach miejskich z XVIII w. oraz w Albumie Heroldii Królestwa Polskiego. W 1965 roku, według wzoru dawnej pieczęci, został stworzony nowy monogram na potrzeby publikacji Miasta polskie w tysiącleciu. Monogram ten funkcjonował nieoficjalnie jako herb miasta do 1995 roku, kiedy to w niezmienionej formie został ustanowiony w Statucie Gminy Końskie. W 1996 roku litery otrzymały barwę złotą.

## Kontrowersje
Herb umieszczony został na niewłaściwej tarczy, złota barwa liter jest nieuzasadniona, monogram nieczytelny i dalece odbiegający od zachowanego wzoru z przywileju lokacyjnego.